# エレベーター試験塔
エレベーター試験塔（エレベーターしけんとう、英: elevator test tower）とは、エレベーター製造会社がエレベーターの技術研究と性能試験を行うことのみを目的として使用する、塔の形をした研究施設である。エレベーター研究塔（エレベーターけんきゅうとう）ともいう。

## 概要
1888年、オーチス・ワールドワイド（オーチス・エレベータ・カンパニー）はアメリカ合衆国ニューヨーク州のヨンカーズ（ニューヨーク市の北隣にある都市）にある自社工場にエレベーター試験塔を完成させた。おそらくはこれが米国で最初のエレベーター試験塔であったと考えられる。
高い塔と高層ビルを主とする高層建築物にはエレベーターが不可欠である。1950年代までの世界のエレベーター試験塔は地上高 50 m強というものであったが、1967年に地上高 90 mの日立製作所水戸工場エレベーター研究塔 (Hitachi Test Tower) が日本の勝田市（現・ひたちなか市）に登場し、建築物のますますの高層化に対応した。1982年にはイングランドのノーサンプトンにナショナルリフトタワー（地上高 127.5 m）が登場し、100 m超の時代に入った。その後、100 m超のエレベーター試験塔が世界で幾棟も建てられていったが、50 m前後のものも新たに建てられてはいる。2009年、現代峨山が韓国の利川市に地上高 205 mの試験塔 (Hyundai Asan Tower) を建てると、これを皮切りに世界のエレベーター試験塔は200 m級の時代に突入してゆく。2010年代後期後半から現在（※2021年時点）までは、200 m級後半の時代である。
また、2010年代後期後半から2020年までは、世界の大手エレベーター・メーカーがこぞって中国本土に世界最大級（200 m級の半ばから後半）のエレベーター試験塔を建設していった時代でもある。2021年時の地上高ランキングで上位 6棟のうち 5棟までが中国本土で新築されており、例外はドイツで新築されたロットヴァイル試験塔のみである。

## 世界のエレベーター試験塔

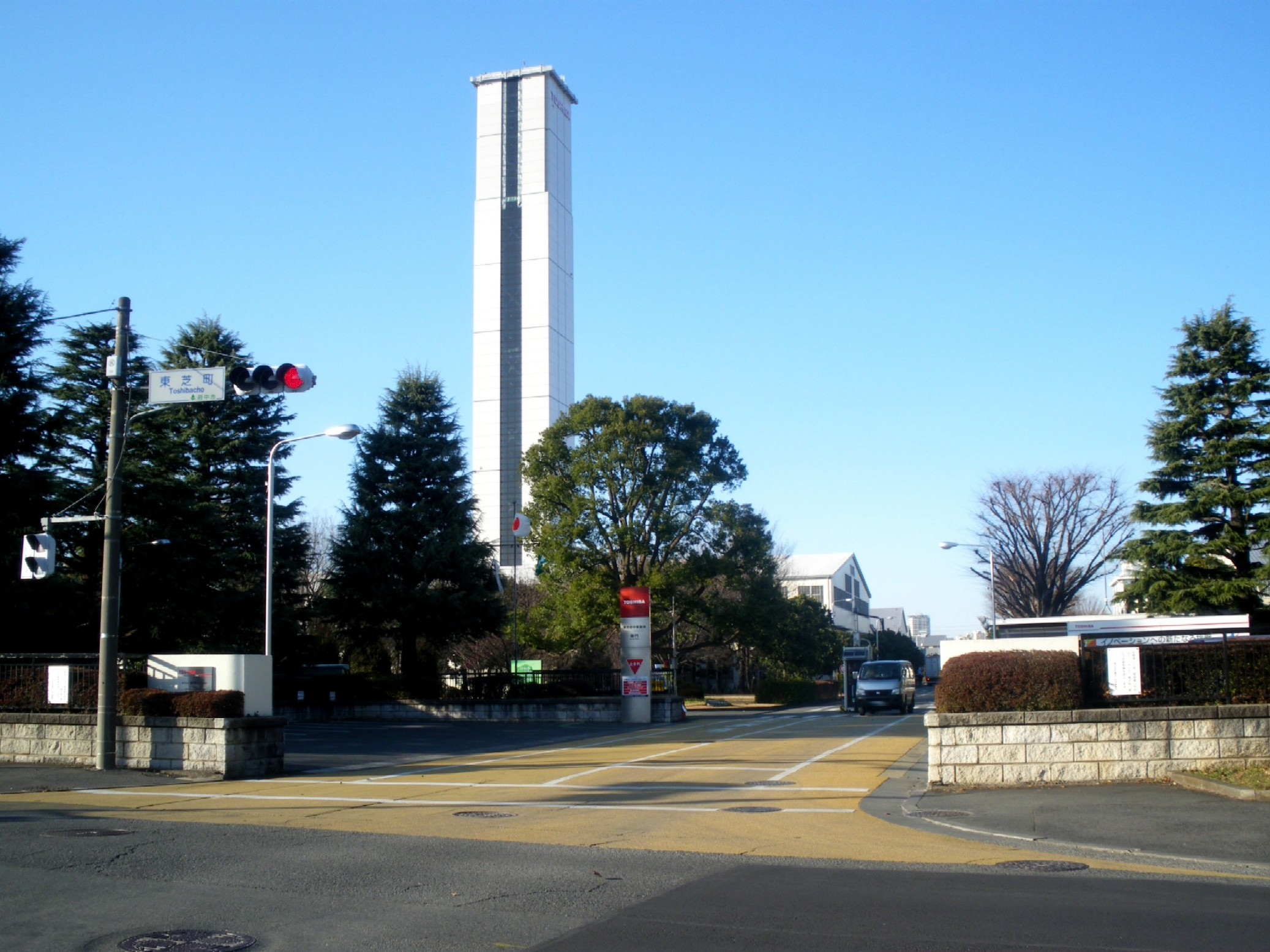
東芝エレベータ府中工場エレベータ研究塔

エレベーター試験塔は、ほとんどの場合、特別な名称が付けられていない。例えば、オーチス・ワールドワイド（オーチス・エレベータ・カンパニー）のエレベーター試験塔は、様々な時代に建てられたものがあって、それらのいくつかは未だ現役もしくは現存するにもかかわらず（※4棟まで確認）、どれもが区別なく "Otis Test Tower（オーチス試験塔）" である。上海市にて2018年に竣工した1棟も、完成時に世界一、現在も世界第2位の高さを誇りながら、名称は単なる "Otis Test Tower（オーチス試験塔）" でしかない。そのようなことで、当セクションで用いる名称も、固有名称か通称があるもの以外は多分に説明的名称となっている。
※なお、上記の「エレベーター試験塔の一覧」も下記の記述も、世界のエレベーター試験塔を網羅したものではない。情報の不明瞭なもの、地上高の不明なもの、特筆性の低いものなどは、記述していない。また、特筆性があっても英語版に記述されていないものもある。
- H1 TOWER (HI Tower) [2][3][4][5][6]

日立電梯（中国）有限公司（※日立グループの中国現地法人の一つ）所有。2020年（令和2年）竣工。地上高 273.8 m、地下深度 15.0 m、建物全高 288.8 m。中国広州市に所在。
史上最も背の高いエレベーター試験塔（2021年時点）。日本企業が建てた史上最も背の高いエレベーター試験塔（2021年時点）。日立グループ史上最も背の高いエレベーター試験塔（2021年時点）。中国で最も背の高いエレベーター試験塔（2021年時点）。
- オーチス試験塔 (Otis Test Tower, Shanghai 2018)

オーチス・ワールドワイド（オーチス・エレベータ・カンパニー）が所有。2018年竣工。地上高 270 m。中国の上海市に所在。完成当時は史上最も背の高いエレベーター試験塔であった。

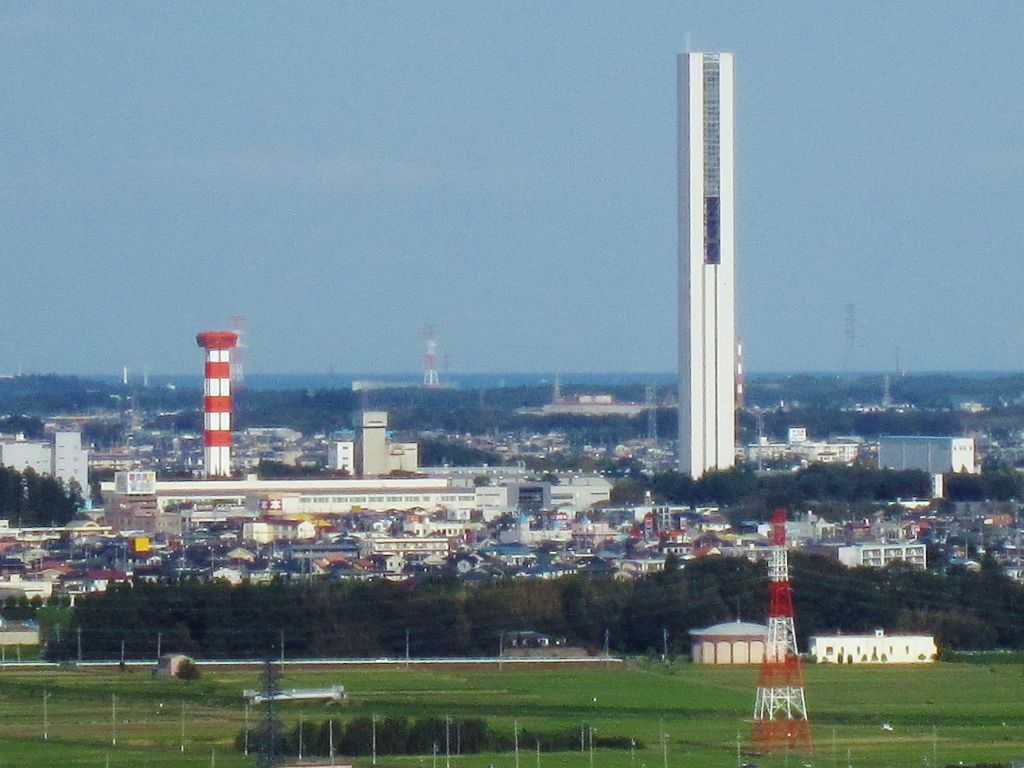
G1TOWER

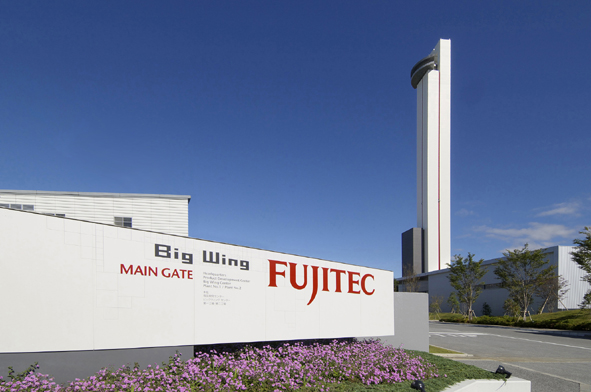
フジテック エレベータ研究塔（2006年竣工）

- ロットヴァイル試験塔 (Rottweil Test Tower)

ティッセンクルップ社が所有。2017年竣工。地上高 246 m。ドイツ南西部の町ロットヴァイルに所在。正式名称は特に無く、メーカー名を冠して単に「ティッセンクルップ試験塔」と呼ばれることもある。ただし、ティッセンクルップ社のエレベーター試験塔はほかに何棟もあるので、こちらの名称では呼び分けに難がある。
- G1TOWER (G1 Tower)

日立製作所が所有。2010年（平成22年）竣工。地上高 213.5 m、地下深度 15 m、建物全高 228.5 m。日本の茨城県ひたちなか市に所在。
世界で7番目に背の高いエレベーター試験塔（2021年時点）。日本で最も背の高いエレベーター試験塔（2021年時点）。日本で9番目に高い塔（2021年時点）。日本企業が建てた2番目に背の高い塔（2021年時点）。
- SOLAÉ  (Solae (Solae Test Tower))

三菱電機が所有。2007年（平成19年）竣工。地上高 173.0 m。日本の愛知県稲沢市に所在。世界で10番目に背の高いエレベーター試験塔（2021年時点）。
- 日立電梯の上海青浦工場エレベーター研究塔 [7]

日立電梯（上海）有限公司（※日立グループの中国現地法人の一つ）が所有。2010年（平成22年）竣工。地上高 172.6 m。地上32階、地下2階。中国の上海市青浦区にある青浦工業園区に所在。完成当時、中国で最も背の高いエレベーター試験塔であった。正式名称は特に無い。
- フジテック エレベータ研究塔（2006年竣工）(Fujitec Test Tower, 2006) [8][9][10]

フジテック所有。2006年11月竣工。地上高 170 m。日本の滋賀県彦根市にある同社の拠点「ビッグウィング」の中に所在。正式名称は特に無く、ビッグウィングの「エレベータ研究塔」と呼ばれている。展望台があるものの、通常は非公開。
- オーチス芝山テストタワー

日本オーチス・エレベータ所有。1998年竣工。地上高 154.2 m。日本の千葉県芝山町に所在。
- 華昇富士達電梯 エレベータ研究塔（華昇フジテック エレベータ研究塔）(Fujitec Test Tower, 2014) [9][14]

華昇富士達電梯有限公司（華昇フジテック。フジテックの中国現地法人。）所有。2014年3月竣工。地上高 151 m。中国河北省廊坊市に所在。
- （解体）フジテック エレベータ研究塔（1975年竣工）(Fujitec Test Tower, 1975) [9][15][16]

フジテック所有。1975年9月竣工。地上高 150 m。往時は世界最大の高さと規模を誇っていた。日本の大阪府茨木市に所在したが、2006年4月に本社が滋賀県彦根市へ移転し、そちらで後継の塔が改正したことを受けて、2008年9月22日から同年12月末までかけて解体された。
- 東芝エレベータ府中工場エレベータ研究塔

東芝エレベータ所有。1997年竣工。地上高 135.65 m。日本の東京都府中市に所在。
- ナショナルリフトタワー（英語版） (National Lift Tower)

エクスプレス・リフト・カンパニー (Express Lift Company) 所有。1982年竣工。地上高 127.5 m。イングランド中東部の都市ノーサンプトンに所在。完成当時は世界一背の高いエレベーター試験塔であった。
- 日立製作所水戸工場エレベーター研究塔 (Hitachi Test Tower)

日立製作所が所有。1967年竣工。地上高 90 m。茨城県勝田市市毛（現・ひたちなか市市毛。G1TOWERの隣。）に所在。完成当時は規格外の高さを誇る世界一のエレベーター試験塔 "Hitachi Test Tower" として名が通っていた。
- 日本エレベーター製造埼玉テストタワー

日本エレベーター製造が所有。1968年竣工。地上高 68 m。日本の埼玉県越谷市に所在。